# Sahjan
Sahjan (arab. صهيان) – wieś w Syrii, w muhafazie Idlib. Wg spisu z 2004 roku liczyła 241 mieszkańców.